# Liliac (okręg Neamț)
Liliac – wieś w Rumunii, w okręgu Neamț, w gminie Bahna. W 2011 roku liczyła 70 mieszkańców.